# Leptanilloides
Leptanilloides is een geslacht van vliesvleugelige insecten van de familie Mieren (Formicidae).

## Soorten
- L. biconstricta Mann, 1923
- L. caracola Donoso, Vieira & Wild, 2006
- L. erinys Borowiec & Longino, 2011
- L. femoralis Borowiec & Longino, 2011
- L. gracilis Borowiec & Longino, 2011
- L. improvisa Brandão, Diniz, Agosti & Delabie, 1999
- L. legionaria Brandão, Diniz, Agosti & Delabie, 1999
- L. mckennae Longino, 2003
- L. nomada Donoso, Vieira & Wild, 2006
- L. nubecula Donoso, Vieira & Wild, 2006
- L. sculpturata Brandão, Diniz, Agosti & Delabie, 1999